# ヘレン・マーニー
ヘレン・マーニー（Helen Marnie、1978年2月21日 - ）は、スコットランド出身のミュージシャン。エレクトロニック・バンド「レディトロン」のリードボーカリスト、キーボーディストの一人として知られている。2012年にマーニー名義でソロ活動を開始し、2013年6月11日にソロ・アルバム『Crystal World』をリリース。2017年6月2日にはセカンド・ソロ・アルバム『Strange Words and Weird Wars』をリリースした。

## 来歴
スコットランドのグラスゴーで生まれ育った。クラシックの訓練を受けたピアニストである。グラスゴーの王立スコットランド音楽演劇アカデミーでクラシック・ピアノを学んだ。グラスゴーの大学を中退後、イギリスのリバプール大学で音楽を学び、1999年にポップ・ミュージックの学士号を取得した。
1999年の夏頃、イギリス人プロデューサー兼DJのダニエル・ハントとルーベン・ウーは、学生時代のマーニー（様々なDJギグを通じて）とミラ・アロヨ（共通の友人を通じて）と知り合った。音楽に同じ興味を持つ彼らは、同年エレクトロニック・バンド「レディトロン」を結成。それ以来、マーニーはバンドのリード・シンガーとして活動する傍ら、シンセサイザーを演奏し、作曲にも参加している。
2012年9月16日にソロアルバム制作資金を援助するためにPledgeMusicのアカウントを開設した。

## 音楽的影響
ホイットニー・ヒューストン、ベリンダ・カーライル、マイケル・ジャクソン、マドンナ、バングルズ、カーリー・サイモン、ABBAなどのポップミュージックで育った。 影響受けたアーティストとしてケイト・ブッシュ 、マリア・カラス、ジョニ・ミッチェルなどを挙げている。またお気に入りのアーティストは、バット・フォー・ラッシーズ、MGMT、フェアポート・コンヴェンション、セルジュ・ゲンスブール、グライムス、チャーチズなどを挙げている。

## 作品

### ソロ

#### スタジオ・アルバム
- Crystal World (2013年)
- Strange Words and Weird Wars (2017年)

#### シングル
- "The Hunter" (2013年)
- "Wolves" (2014年)
- "Alphabet Block" (2017年)
- "Lost Maps" (2017年)
- "Electric Youth" (2017年)

#### EP
- "The Hunter Remixed" (2013年)
- "Lost Maps Remixed" (2017年)

### コラボレーション
- Bang Gang - "Silent Bite" (2015年)
- RM Hubbert with Marnie - "Sweet Dreams" (2016年)
- Nightwave feat. Marnie - "Transmute" (2019年)
- Union of Knives feat. Marnie - "A Tall Tale" (2020年)
- Union of Knives feat. Marnie - "A Little Life" (2021年)